# جبريل نونيز
جبريل نونيز (بالإسبانية: Gabriel Núñez)‏ (6 فبراير 1942 بالمكسيك - ) هو لاعب كرة قدم مكسيكي في مركز الدفاع، شارك في كأس العالم 1966. وشارك مع منتخب المكسيك لكرة القدم. أما مع النوادي، فقد لعب مع نادي أمريكا ونادي باتشوكا وزاكاتيبيك.

## وصلات خارجية
- جبريل نونيز على موقع الاتحاد الدولي (مؤرشف)  (الإنجليزية)
- جبريل نونيز على موقع قاعدة بيانات كرة القدم.إي يو (الإنجليزية)
- جبريل نونيز على موقع ناشيونال فوتبول تيمز (الإنجليزية)
- جبريل نونيز على موقع Soccerway.com (الإنجليزية)
- جبريل نونيز على موقع عالم كرة القدم.نت (الإنجليزية)